# Dolna Malina, Sofia
Dolna Malina (în bulgară Долна Малина) este un sat în comuna Gorna Malina, regiunea Sofia,  Bulgaria. 

## Demografie
Componența etnică a satului Dolna Malina
     Bulgari (97,9%)
     Nicio identificare (2,09%)
     Altele (0%)
La recensământul din 2011, populația satului Dolna Malina era de 381 locuitori. Din punct de vedere etnic, majoritatea locuitorilor (97,9%) erau bulgari. Pentru 2,09% din locuitori nu este cunoscută apartenența etnică.